# Кмеляускас, Антанас
Анта́нас Кмеля́ускас (лит. Antanas Kmieliauskas; 1932, деревня Оляндярне Бутримонской волости Алитусского района — 31 августа 2019 ) — литовский художник, скульптор, график; профессор Вильнюсской художественной академии, лауреат Национальной премии Литвы.

## Биография
В 1939—1947 годах учился в начальной школе в Бутримонисе и в гимназии в Езнасе, в 1947—1949 годах продолжил учёбу в прогимназии в Бутримонисе. В 1949—1951 годах учился в Каунасской средней художественной школе; окончил её с золотой медалью. В 1951—1957 годах обучался живописи в Литовском государственном художественном институте в Вильнюсе (ныне Вильнюсская художественная академия).
С 1957 года участвовал в выставках. Стал кандидатом в члены Союза художников Литвы, но в 1960 году был исключён за создание (по заказу прелата Чесловаса Кривайтиса) скульптуры святого Христофора, установленной во дворе костёла Святого Николая в Вильнюсе. Памятник, однако, уцелел; в рассказ писателя Эргали Гера «Казюкас» (1994) включено его краткое описание, дающее представление о том, какое впечатление может производить эта статуя Кмеляускаса:

Они посмотрели памятник Кристофору, святому покровителю города, упрятанный в глубине уютного дворика виленской курии: святой нес на плече младенца Христа и чем-то — могучим античным торсом, вот чем — напоминал то ли кентавра, то ли лешака: косматый человек-зверь, оседланный новой верой.

Средства к существованию добывал изготовлением надгробных памятников по индивидуальным заказам. Кроме того, преподавал рисунок и скульптуру в Вильнюсской детской художественной школе (1962—1979).
Золотая медаль, присуждённая художнику на конкурсе экслибрисов библиотеки Сан-Вито аль Тальяменто в Италии в 1974 году (но им не полученная), повлияла на то, что Кмеляускас в 1975 году был принят в секцию графики Союза художников Литвы.
В 1977 году начал преподавать в Художественном институте пластическую анатомию, позднее преподавал рисунок. С 1994 года профессор.
Перенёс несколько операций. Умер в больнице 31 августа 2019 года в Вильнюсе. Похоронен 2 сентября 2019 года на Антокольском кладбище.

## Творчество
В литовской печати характеризуется как универсальный художник, поскольку творит в области станковой и монументальной живописи, графики и скульптуры.
В 1960-е—1970-е годы писал живописные полотна, среди которых портреты выдающихся деятелей науки, музыки, театра, католической церкви Литвы. Автор декоративных скульптур, надгробных памятников, эстампов и экслибрисов. Впервые экслибрис Кмеляускаса экспонировался на выставке в Чехословакии в 1966 году. Создал свыше 450 экслибрисов, экспонировавшихся в Польше, Чехословакии, Германии и других странах.
Автор фресок в книжном магазине Вильнюсского университета «Littera» (1978) и в зале ректората (1983), в каунасской «Зелёной аптеке» („Žalioji vaistinė“), в зале иезуитской гимназии в Вильнюсе (2003) и многих других.
Автор алтаря в клайпедском костёле Девы Марии Королевы Мира, памятника на могиле поэта Йонаса Айстиса (Румшишкес), памятника призывникам из Литвы, погибшим в Афганистане в 1979—1989 годах (2006), и многих других скульптурных произведений.
26 октября 2003 года в Кярнаве был освящён памятник Витовту Великому, выполненный Кмеляускасом по заказу прелата Чесловаса Кривайтиса.
Создал свыше 60 гранитных скульптур общим весом около 20 тонн и более 800 графических работ; общая площадь написанных им фресок превышает 1500 м²

## Награды и звания
- Награждался призами, медалями, премиями международных выставок экслибрисов.
- В 1994 году за фрески в часовне Райняй удостоен Национальной премией Литвы.
- Кавалер ордена Великого князя Литовского Гядиминаса (14 июня 2007 года)[8].